# Antička književnost
Antička književnost ili klasična književnost  je književnost koja je napisana u antičko doba, pri čemu se misli na staru Grčku i na Rimsko Carstvo; iako se tu često uračunava i prapovijesna književnost od razvitka prvog pisma i književnosti u Mezopotamiji, Egiptu, Perzija, Indiji, i Palestini sve do srednjovjekovne književnosti. S klasičnom literaturom misli se često na književnost napisanu na nekom od klasičnih jezika: grčkom, hebrejskom i latinskom tijekom vremena koje se poklapa s antičkim dobom i to je književnost koja je zapisana a ne usmena.

## Prva književnost, predklasično doba
Najstarije poznato pismo je sumersko klinasto pismo nastalo prije oko 5000 godina. Sustav pisanja širi se i razvija u Orijentu, Indiji i Kini. Sumerska književnost se uglavnom bavila praktičnim stvarima - tu su natpisi na nadgrobnim spomenicima - a kao i egipatska književnost bila je uglavnom religijske naravi. U ranu egipatsku književnost spada između ostalog Knjiga mrtvih. Hamurabijevi zakoni i drugi svjetovni tekstovi mogu se naći dobro očuvani, iako napisani prije nekoliko milenija pr. Kr. Asirsko-babilonska književnost nastavlja sa sumerskom tradicijom, ali daje i doprinose razvoju filozofije, prava i astronomije.
Beletristika nastaje otprilike istovremeno u svim ovim oblastima;  himne (Eknatonova Himna suncu, Rigveda, Odena), lirika (Pjesma nad pjesmama), saga, i ep o (Gilgamešu, Epovi sa sedam tabli). Mitovi o stvaranju su bili čest književni motiv. Književnost mudrosti pojavljuje se na cijelom Bliskom istoku (Mudre izreke, Amenemopov nauk). Otprilike istovremeno nastaje i vedska književnost u Indiji i proročki natpisi iz kineske dinastije Shang.
Najstariji svjetski poznati pisac računa se Shin-Eqi-Unninni, koji se smatra piscem epa o Gilgamešu (2000. pr. Kr.), a ponekad i kćerka Sargona Akađanina, Enheduana, koja je također bila i pjesnikinja.
Oko 500. pr. Kr. dolazi do velikih promjena u tim oblastima, što se obično računa kao granica s klasičnim dobom. U tom razdoblju nastaje nekoliko religija i pojavljuje se nekoliko velikih filozofa. Ta treća epoha koja se stavlja u razdoblje od 20.g do 500.g naziva se kasna antika.

## Žanrovi tijekom prapovijesti i u klasičnom periodu
Prvi tekstovi su bili praktičnog značenja i pokušali su dokumentirati obećanja, dužinu vladavina, zakone i sl. S vremenom književnost dobiva vjerski karakter i obrađuje mitove, u obliku nastanka svijeta ili pričama o životu poslije smrti, kao i proročanstva. Beletristika nastaje s vjerskim himnama i pjesmama, koje kasnije prerastaju u kazališta. Epovi i sage nastaju u oblasti između legendi i povijesti. Beletristika je obično pisana u stihovima i izvođena uz glazbu i ples, dok su tekstovi svjetovnog karaktera pisani u prozi. Neke priče iz Egipta napisane su u prozi a u kasnijoj antičkoj dobi počinje proza polagano prelaziti u epiku. Zbog razvoja znanosti dolazi do stvaranja znanstvenih tekstova, kako u Babilonu, tako i u Indiji, Kini i Egiptu, a kasnije i u helenizmu. 
Znanstvena književnost je jedna od najstarijih grana književnosti i važan prethodnik filozofiji. Značaj oblika književnog žanra postaje ubrzo važan. U indijskoj književnosti nastaju gramatike (Jaska i Panini) i poetska zbirka, skupljena u Vedangi. 
Neposredno prije i tijekom helenizma uvodi se gramatika, katalogizacija, poetika, retorika i drugi metaknjiževni studiji na Bliskom istoku i Europi između ostalih od strane Kalimaha iz Cirene, sofista, Platona i Aristotela.

## Književnost starog Egipta
Najstariji očuvani tekstovi su religijske naravi s Tekstovima pirmaida koji su najstariji poznati religijski tekstovi. Razvoj materijala za pisanje, papirusa, otvorio je nove mogućnosti pa su tako svi tekstovi mogli biti pisani na jednostavniji i brži način. Najstariji zapisi na papirusu su Abusir zapisi iz oko 2400 godina pr. Kr. Kasnije dolazi do stvaranja prvih beletrističkih radova. Među najpoznatijima su: Princ s tri sudbine, Priča o dva brata (može se naći i u Orbiney papirusima), Ramzes II. i bahtanska princeza, Sunuhojeve pustolovine, Priča o rječitom seljaku i Venamonova plovidba.

## Hebrejska književnost
Najstariji očuvani zapis na hebrejskom je Gezer kalendar, iz 10. stoljeća pr. Kr. Drugi tekstovi na arhaičkom hebrejskom su natpisi; Meša ploča, Siloamski natpis i jedan ostrakon koji opisuje Nabukodonosorovo osvajanje Jeruzalema 586. pr. Kr. Sva ta književnost je dokumentarne naravi.
Klasični hebrejski, ili biblijski hebrejski, nastaje u 6. stoljeću pr. Kr. i koristi aramejsko pismo. Tijekom tog perioda nastaju knjige iz Tanakhe/Starog zavjeta kao i apokrifi, koje su sačinjavale priče o nastanku svijeta, zakoni, lirika, povijesne priče, knjige mudrosti i proročanstva. Svitci s Mrtvog mora nastaju između 3.stoljeća pr. Kr. i 2. stoljeća., Jeruzalemski Talmud, Mišna i Tosefta napisani su tijekom ranog rabinskog razdoblja 2. – 4. stoljeća, kao i pismo Bar Kohbea i Bakarni svitci. Veliki dio hebrejske književnosti je uglavnom anoniman, dok je u Bibliji ponekad spomenut pisac.
Poslije uništenja Jeruzalema 70., židovska dijaspora počinje pisati i na drugim jezicima kao materinskim, npr. povjesničar Josip Flavije koji je pisao na latinskom kao i Justus tiberijski. Novi zavjet i njegovi apokrifi napisani su, kako se najviše vjeruje, na koine grčkom.

## Perzijska književnost
Najpoznatija perzijska književnost sabrana je u zbirci Avesta, napisanoj oko 500. g. pr. Kr., ali nađena su i starija djela. Kao i druga literatura iz ove epohe, napisana je u stihovima. Avesta je bilo najvažnije djelo zoroastrizma, sastavljeno od 21 knjige ali većina knjiga je izgubljena kada je Aleksandar Veliki osvojio Perziju, a danas je samo jedna knjiga sačuvana. U očuvanu književnost pripadaju himne. U vrijeme oko Isusova rođenja dolazi do nastanka pehlevi-književnosti: romani u prozi ali i religijske legende između ostalog o Zaratustri. Pjesništvo nastaje na dvoru. Klasično doba perzijske književnosti predstavljaju radovi iz 10. stoljeća.

## Starogrčka književnost
Književnost, čak i beletristika, preko Hetita dolazi do Grčke. Grčka klasična književnost započinje s Heziodom i Homerovom Ilijadom i Odisejom iz 8.stoljeća pr. Kr. Lirika se pojavljuje u 6.stoljeću pr. Kr. (elegija i pjesništvo) s pjesnicima poput Arhiloha, Sapfe i Alkeja.
Dok su u kulturama Orijenta, Indije i Kine tijekom klasičnog perioda djelovali uglavnom religijski pisci, Grčka postaje prvenstveno oblast za nastanak filozofskih tekstova koje su pisali (Heraklit, Tales, Platon, Aristotel) i dr. S filozofijom dolazi do nastanka estetika, a kasnije i kanona.
Nastanak antičke grčke drame je nejasan. U Egiptu nastaju dramatizacije u religijskim kultovima, ali u staroj Grčkoj drama postaje literarna i izvan rituala. Velika imena grčke tragedije su: Eshil, Sofoklo i Euripid, dok je najpoznatiji pisac komedija bio Aristofan.
S Herodotom i Tukididom dolazi do nastanka povijesnih tekstova, koji su za razliku od slične tematike u drugim kulturama to pokušali sekularno opisati. Kod zemljopisaca Androstena i Pauzanije povijest, etnologija, religija i druge znanosti korištene su da bi se opisale geografske razlike. Klaudije Ptolomej napisao je revolucionarna djela o astronomiji, zemljopisu, matematici, prirodnim znanostima. Prirodne znanosti bile su dio filozofije prirode, kao kod Teofrasta.
Od helenizma pa nadalje u antičkom dobu, Grci su djelovali i u drugim područjima uz obale Sredozemnoga mora. Neki od njih su pisali na latinskom kao npr. Dioniz iz Halikarnasa i Amijan Marcelin, koji su djelovali u Rimu.
| Zapadna grupa: ██ dorsko ██ sjeverozapadno dorsko ██ ahejsko dorsko | Središnja grupa: ██ eolsko ██ arkadociparsko | Istočna grupa: ██ atičko ██ jonsko |
|                                                                     |                                              |                                    |

## Helenistička književnost
Pod helenizmom dolazi do sinkretizma između različitih kulturnih grana. Helenističku beletristiku su činile uglavnom idile, epiloni i epigrami, a prepoznatljivi znak su bile imitacije. Helenistički pisci bili su Kalimah i Teokrit. Pjesništvo na Bliskom istoku počinje gubiti na snazi u ovom periodu. Dok aramejski jezik postaje poslovni jezik na Orijentu i oblasti Sredozemnoga mora, grčki je postao književni jezik tamo gdje su u prvu ruku živjeli etnički Grci koji su podržavali novonapisana literarna djela. Istovremeno započinje pisanje prve književnosti na latinskom.
Prvi pokušaj pisanja romana dolazi, pored ostalih, kod Longoa.

## Rimska književnost
Rimska kultura je naslijedila grčku, uglavnom je to bio jezik po kojem su se razlikovale. U najstariju rimsku knjževnost spada komedija s predstavnicima poput Terencija i Plauta. Lirika nastaje u prvom stoljeću pr. Kr. s Lukrecijem i Katulom s poezijom i epikom. Vergilije je oponašao Homera sa svojim epom Eneida a Teokrit s tzv. bukolskim pjesmama (govedo, grč. bukolos). Druga velika imena iz tog doba bila su: Ovidije, Tibulije i Sekst Propercije. Rimsku književnost sponzorirale su mecene (patroni).
Doprinos rimske književnosti je proza koja se koristila u povijesnim opisima, pisanju pisama, retorici i filozofiji.
Marko Porcije Katon Stariji je poznat po svojim opisma povijesti kao i Salustije i Livije. Najveće ime retorike bio je Ciceron, koji je također pisao filozofska djela. Gaj Julije Cezar i August (Res Gestae Divi Augusti) 
napisali su djela autobiografskog karaktera.
U tzv. rimskoj srebrnoj dobi (kasna antika) nastaju dramska djela i epika, s piscima Senekom i Lukanom; prepoznatljiva po estetici miješanja nasilja i stoicizma. Juvenalove satire su tipične za ovaj period. Stacije je stvorio tzv. slučajnu poeziju, a pojavljuje se i kao jedan od likova Danteove Božanstvene komedije u Čistilištu. Proza tog doba odlikuje se "modernizmom"; s djelima pisaca Tacita, Svetonija, Plutarha i Seneke mlađeg. Petronije i Apulej nastavljaju s razvojem satiričnih i pikarskih romana. Lukijan razvija fiktivni način pričanja. Značaj lirike opada u ovom dobu iako su je neki nastavili pisati; car Hadrijan, Auzonije i Klaudijan.
S kršćanstvom dolazi do razvoja novoplatonizma na osnovi učenja filozofa Plotina, ali istovremeno se pojavljuju pisci ne-religijskih knjiga, npr. Marko Aurelije. Zapisi crkvenih otaca pripadaju antičkom dobu.

## Književnost antičke Kine
Povijest kineske književnosti započinje s proročkim zapisima iz dinastije Shang. Iz razdoblja dinastije Chou potječu povijesno djelo Dokumenti (Shūjīng, 書經) i proročka knjiga Pretvorbe (Knjiga promjene, I Ching, 易經). Prvu zbirku s 305 pjesama iz razdoblja od 11. st. do 7. st. pr. Kr. (Knjiga pjesama, Shījīng 詩經, ši ili odena, kineski izrazi za poeziju ili pjesmu) prikupio je Konfucije. Zbirku su sačinjavale narodne i dvorske pjesme, ali i religijske himne.
Dinastija Han nastavlja sa sličnim razvojem proze kao rimska književnost, s povijesnim djelima i filozofijom; najstarije djelo u 24 knjige "Opća povijest" pripada antičkom dobu, a napisao ga je Sima Qian. Za vrijeme iste dinastije dolazi do pojave stihovne proze, fu.
Od 722. to 481. pr. Kr. nastaju Proljetni i jesenji anali (Chūnqiū, 麟經), službena kronika države Lu. Konfuciju se pripisuje Lúnyǔ ( 論語) ili Dijalozi, zbirku izreka i ideja, a tradicionalno se vjeruje da su ih zapisali njegovi sljedbenici. Smatra se da su nastali za vrijeme Razdoblja zaraćenih država (475. pr. Kr. – 221. pr. Kr.), a vjerojatno su konačno oblik poprimili sredinom vladanja dinastije Han (206. pr. Kr. – 220.). U Pet klasika kineske književnosti pored navedenih spada i Knjiga obreda (Lǐjì).
Oko 100. godine nastaje peterac u četiri strofe, koji se koristi za pjevanje pjesama uz pratnju frule i bubnja. Primjer ove književnosti je taoističko djelo Daodejing.